# Слоново (Тверская область)
Слоново — деревня в Торжокском районе Тверской области. Входит в состав Сукромленского сельского поселения.

## История
На карте Мёнде Тверской губернии помечена как деревня Слонова − 7 дворов.
Согласно Списку населённых мест Новоторжского уезда деревня Слонова, владельческая, при р. Рочайне, в 25 верстах от уездного города и в 30 верстах от станового квартала имеет 8 дворов, 33 мужского пола и 30 душ женского пола.
Согласно списку населённых мест Новоторжского уезда 1889 года деревня относилась к Сукромленской волости, в том же списке упоминается кузница.
По епархиальным сведениям за 1901—1914 гг деревня входила в приход села Загорье.
В 1936—1963 годах деревня входила в состав Васильцевского сельсовета Высоковского района Калининской области.
До 1995 года деревня входила в Альфимовский сельсовет.
До 2005 года входила в Альфимовский сельский округ.

## Достопримечательности
Каменная кузница, построенная во второй половине XIX века.

## Население
На начало 2008 года население деревни — 1 человек.
| 2010 |
| ---- |
| 1    |